# Jules de Rességuier
Pour les articles homonymes, voir Rességuier.
 (octobre 2012).
Si vous disposez d'ouvrages ou d'articles de référence ou si vous connaissez des sites web de qualité traitant du thème abordé ici, merci de compléter l'article en donnant les références utiles à sa vérifiabilité et en les liant à la section « Notes et références ».
Bernard-Marie-Jules de Rességuier né le 28 janvier 1788 à Toulouse et mort le 7 septembre 1862 à Sauveterre (Gers), est un poète français du XIXe siècle.

## Biographie
Bernard-Marie-Jules de Rességuier naît le 28 janvier 1788 à Toulouse, à l'hôtel d'Ulmo. Il est le fils de Louis-Elisabeth-Emmanuel de Rességuier, marquis de Miremont, avocat général au parlement de Toulouse, et d'Anne-Angélique Louise de Chastenet de Puységur. 
Issu d'une famille parlementaire de Toulouse (son père est avocat général près le parlement de Toulouse, son grand-père président), Jules de Rességuier devient officier de cavalerie en 1805 et participe à la campagne d'Espagne et à celle Pologne.
En 1821, il entre au Conseil d’État comme maître des requêtes en service extraordinaire, puis, en 1823, il est attaché à la Commission du sceau et des titres. Refusant de prêter serment au roi Louis-Philippe par conviction légitimiste, il donne sa démission après la Révolution de Juillet. Il se consacre alors à la poésie.
Il est mainteneur de l'Académie des Jeux Floraux de Toulouse.
Il entretint une correspondance suivie avec Lamartine, Vigny et Victor Hugo.
Il décède le 7 septembre 1862 au château de Sauveterre. 

## Écrits
Il a écrit deux poèmes connus : La jeune fille et Ne nous plaignons pas. Le poème Le Convoi d'Isabeau de Bavière a été publié à Paris, aux soins de l’imprimerie de Tastu, en 1826. Cet in-8 de 8 pages porte sur un tableau d'Henri Édouard Truchot, exposé au Salon de 1822.

## Hommages
Une rue de Toulouse porte son nom : rue Jules-de-Rességuier.